# 28-ма піхотна дивізія (США)
28-ма піхо́тна диві́зія а́рмії США (англ. 28th Infantry Division (United States) — військове з'єднання, піхотна дивізія армії США.
28-ма піхотна дивізія є найстарішою дивізією Збройних сил США. Офіційно, як дивізія формування було засноване у 1879 році, однак Національна Гвардія Пенсільванії, з якої була сформована дивізія, брала участь у бойових діях ще за часів Громадянської війни в США. Назву 28-ма дивізія вона отримала невдовзі після вступу Сполучених Штатів до Першої світової війни.
Сьогодні 28-ма піхотна дивізія є високомобільним механізованим з'єднанням армії США та входить до складу Національної Гвардії Армії США штату Пенсільванія.

## Структура дивізії

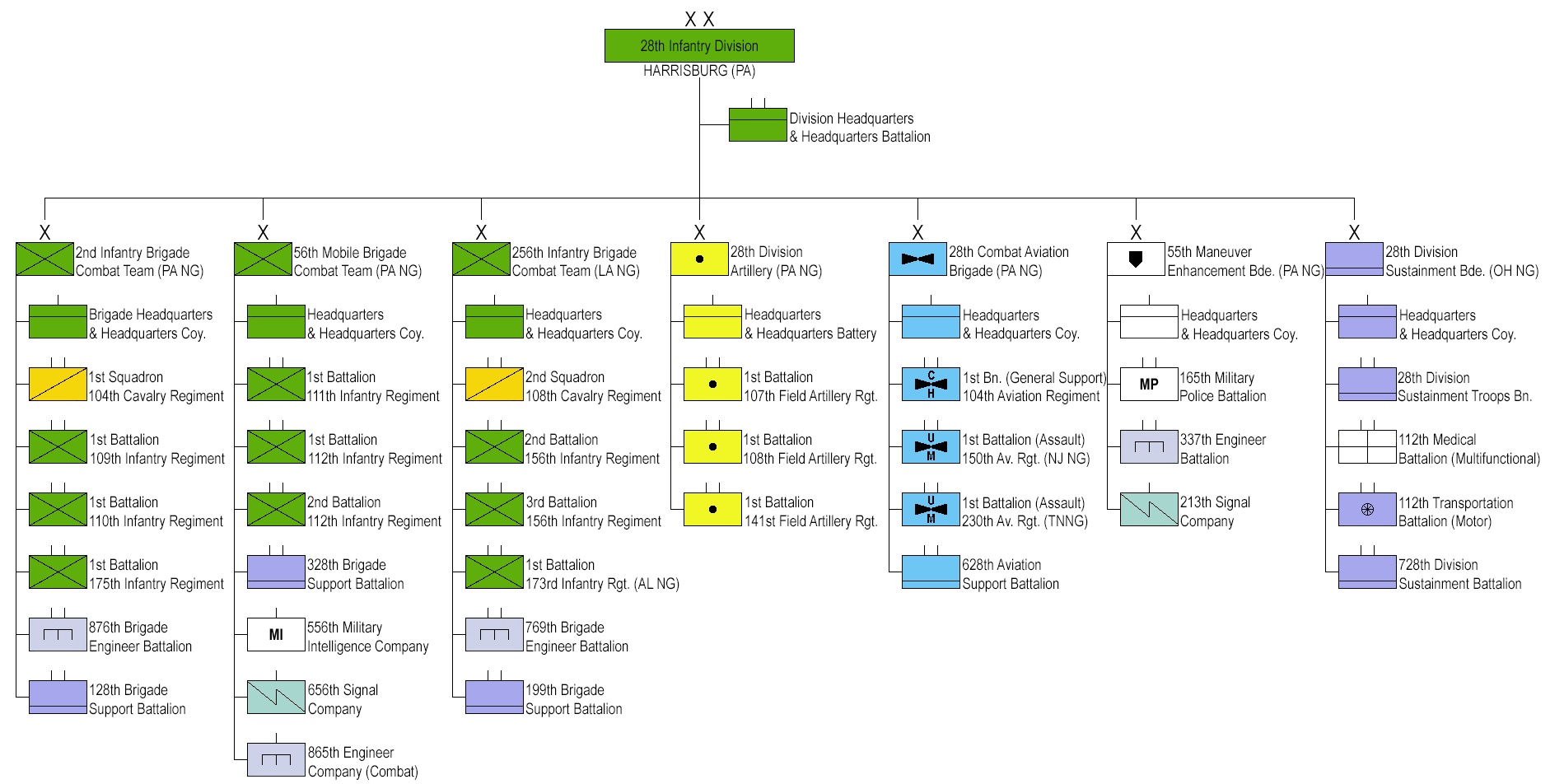
Організаційно-штатна структура 28-ї дивізії